# George Phillips Bond
George Phillips Bond (20 de maig de 1825 - 17 de febrer de 1865), fou un astrònom estatunidenc, fill de William Cranch Bond.
Des de petit ajudà el seu pare en les observacions que realitzà en el Harvard College Observatory, instal·lat a la Universitat Harvard i dotat d'un refractor acromàtic de 38cm d'obertura. Amb aquest instrument va poder, juntament amb el seu pare, descobrir Hiperió, una nova lluna del planeta Saturn (el 10 d'octubre de 1846); aquest descobriment el compartiren amb l'astrònom anglès William Lassell, car tots dos equips hi treballaren, independent però simultàniament, la mateixa nit.
Seguint el camí del seu pare, realitzà extensos treballs sobre la possibilitat de situar i cartografiar els diferents estels per mitjans fotogràfics (1857), estudià la superfície planetària, intentà identificar la natura de la nebulosa d'Orió (M42) trobant-la espiral (1861), realitzà experiments sobre la brillantor intrínseca de la Lluna i del Sol així com seguiment de diversos asteroides i cometes.
Després del seu relatiu fracàs en examinar la Nebulosa d'Orió, dedicà molt de temps a estudiar-la extensivament: catalogà, posicionà i mesurà la brillantor de les seves distintes estrelles, dibuixà les seves diferents parts i publicà diversos treballs sobre la seva possible natura. Fins a la seva mort, el 1865, va estar treballant i publicant articles i estudis diversos sobre aquesta.